# Gare de Saint-Dié-des-Vosges
Gare de Saint-Dié-des-Vosges – stacja kolejowa w Saint-Dié-des-Vosges, w departamencie Wogezy, w regionie Grand Est, we Francji.
Jest stacją Société nationale des chemins de fer français (SNCF), obsługiwaną przez pociągi TGV i TER Lorraine.